# Dorothea Christensen
Dorothea Christensen (född von der Lippi), född 19 december 1847, död 28 februari 1908, var en norsk skolkökslärarinna.
Christensen var en av de ledande inom Norges husmodersrörelse och ivrig förkämpe för den praktiska undervisningen i skolorna. Christensen inrättade 1890 ett skolkök i Sandefjord och var till sin död ivrigt verksam i hithörande frågor. Hon utgav tillsammans med Helga Helgesen Lærebog i huslig økonomi (2 band, 1907).